# Men of Valor
Men of Valor — шутер от первого лица по мотивам событий войны во Вьетнаме. Игра была разработана компанией 2015, Inc. и издана компанией Vivendi Universal Games 29 октября 2004 года для платформы PC.

## Сюжет
Главный герой игры — морской пехотинец Дин Шепард, попавший во Вьетнам в самом начале полномасштабного американского вмешательства во Вьетнамскую войну.
В игре упомянут ряд известных событий войны, в том числе операции «Starlite», «Cedar Falls» (название не упоминается), инцидент с сожжением деревни Камне, Бои за высоты, Тетское наступление, битва за Хюэ и осада Кхесани.

## Озвучивание
В озвучивании игры приняли участие Фил Ламарр и Шон Эстин. Они подарили свои голоса главным героям игры — Дину Шепарду и Пату Ходжесу.

## Отзывы
| Сводный рейтинг | Сводный рейтинг | Сводный рейтинг |
| Издание         | Оценка          | Оценка          |
| Издание         | PC              | Xbox            |
| --------------- | --------------- | --------------- |
| GameRankings    | 72,00 %         | 74,06 %         |